# Elektrownia cieplna

Schemat działania elektrowni węglowej
1. Chłodnia kominowa
2. Pompa wody chłodzacej
3. Sieć przesyłowa
4. Transformator blokowy
5. Generator
6. Część niskoprężna turbiny
7. Pompa wody zasilającej
8. Skraplacz
9. Część średnioprężna turbiny
10. Schładzacz pary
11. Część wysokoprężna turbiny
12. Odgazowywacz
13. Podgrzewacz
14. Podajnik węgla
15. Zbiornik węgla
16. Młyn węglowy
17. Walczak
18. Zbiornik popiołu
19. Przegrzewacz pary
20. Wentylator powietrza
21. Międzystopniowy przegrzewacz pary
22. Czerpnia powietrza
23. Podgrzewacz wody
24. Podgrzewacz powietrza
25. Filtr spalin
26. Wentylator spalin
27. Komin

Elektrownia cieplna (konwencjonalna lub jądrowa) – zespół urządzeń produkujący energię elektryczną wykorzystując do tego celu szereg przemian energetycznych, wśród których istotne znaczenie odgrywa ciepło. Energia cieplna pochodzi zwykle ze spalania paliwa w kotle parowym. Służy ona do podgrzania i odparowania wody oraz przegrzania pary wodnej. W turbinie następuje zamiana energii cieplnej pary na energię mechaniczną odprowadzaną wałem do generatora elektrycznego, w którym zamieniana jest na energię elektryczną.
W elektrowni wykorzystującej układ turbiny gazowej ciepło dostarczane jest w komorze spalania (układ otwarty), bądź komorze spalania i wymienniku ciepła (układ zamknięty).
W elektrowni cieplnej energia pierwotna występuje zwykle w formie chemicznej i jest uwalniana w procesie spalania:
- paliw kopalnych (najczęściej węgla lub gazu ziemnego),
- substancji organicznych,
- odpadów przemysłowych lub komunalnych,
- biomasy,
- biogazu,

i innych.
Energia cieplna powstaje zwykle w wyniku spalania paliwa, ale może pochodzić z innych źródeł, np. ciepło odpadowe z dowolnych procesów technologicznych, źródeł geotermalnych, energii słońca.
Rozróżnia się następujące rodzaje elektrowni cieplnych:
- parowe (z turbinami parowymi)
- gazowe (z turbinami gazowymi)
- gazowo-parowe z turbinami gazowymi, parowymi i kotłem odzyskowym
- spalinowe (z silnikami tłokowymi).

Na blok energetyczny elektrowni cieplnej składają się:
urządzenia podstawowe (kocioł parowy, silnik Diesla), turbina spalinowa, turbina parowa, generator synchroniczny, skraplacz, pompa wody zasilającej, transformator oraz urządzenia pomocnicze pracujące na potrzeby bloku energetycznego (młyny, pompy, wentylatory), instalacje odsiarczania i odazotowania spalin, wymienniki regeneracyjne, zbiornik wody zasilającej z odgazowywaczem, wzbudnica, rurociągi wody i pary, smoczki, zawory, taśmociągi, podajniki i wiele innych.
W polskich blokach energetycznych para produkowana najczęściej jest w kotle parowym opalanym węglem.
Para może być wytwarzana w elektrowniach jądrowych w reaktorze jądrowym, jak też może być produkowana w elektrowniach słonecznych typu CRS. W elektrowniach gazowo-parowych para wytwarzana jest zwykle w kotłach odzyskowych.
W teorii maszyn cieplnych mówi się, że obiegiem porównawczym elektrowni parowej jest obieg Clausiusa-Rankine'a (obieg C-R). Obieg rzeczywisty elektrowni parowej uwzględnia poszczególne straty, zwłaszcza spadek ciśnienia w kotle i przyrost entropii w turbinie. Poza tymi najistotniejszymi stratami występują mniejsze – w pompie wody zasilającej, skraplaczu, rurociągach i wymiennikach regeneracyjnych. Ciepło ujemne obiegu odprowadzane jest do otoczenia najczęściej za pomocą układu chłodzenia przekazującego energię cieplną od skraplacza do chłodni kominowej. Otoczenie jest dolnym źródłem ciepła obiegu.
Natomiast obiegiem porównawczym siłowni gazowej jest obieg Braytona-Joule'a, składający się (podobnie jak obieg C-R) z dwóch adiabat odwracalnych i dwóch izobar. Jednak z uwagi na znaczne oddalenie parametrów czynnika od linii nasycenia, ta ostatnia nie jest zaznaczana na wykresach termodynamicznych zawierających obieg Braytone’a. I w tym przypadku obieg siłowni rzeczywistej uwzględnia odpowiednie straty ciśnienia i przyrosty entropii procesów adiabatycznych.

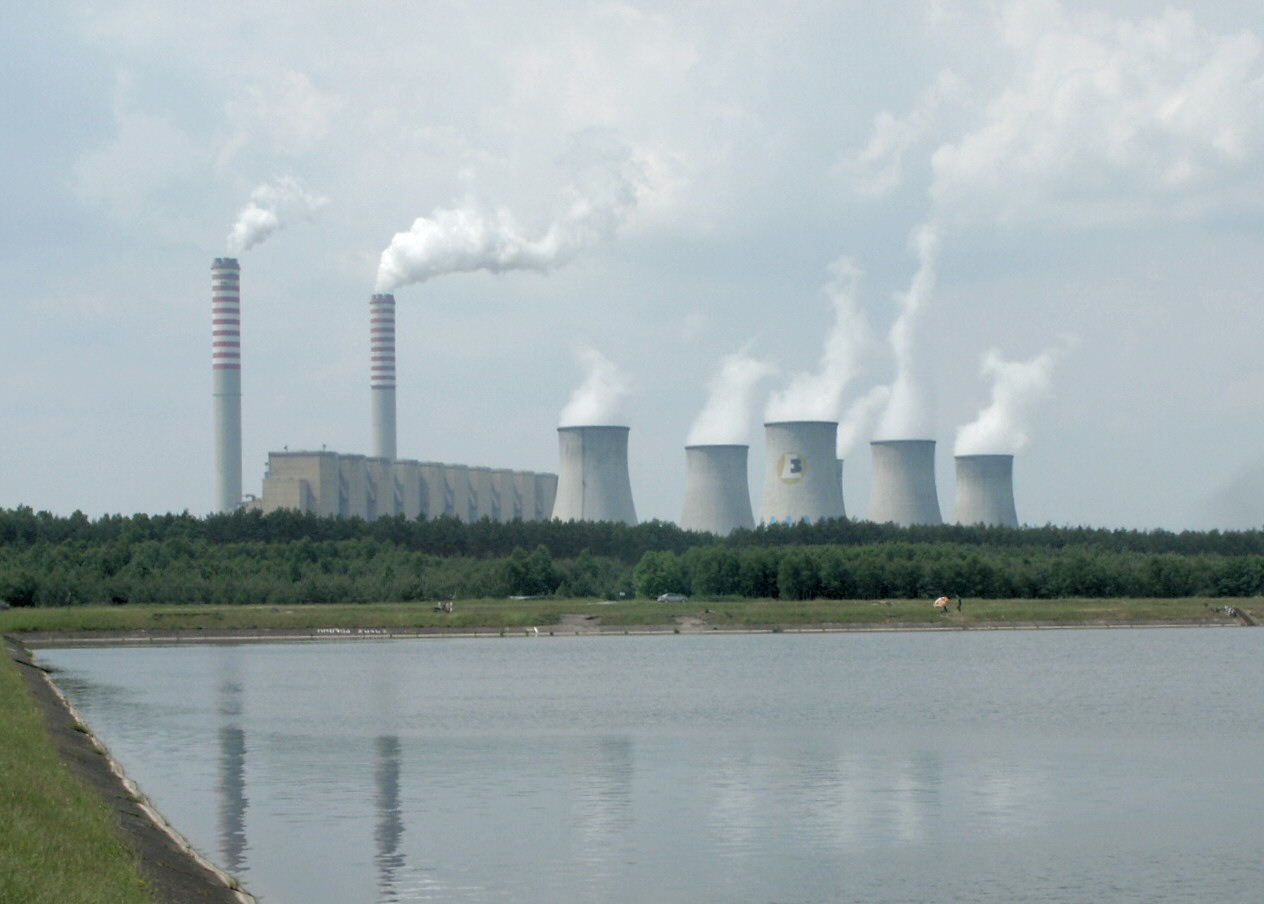
Elektrownia Bełchatów

Sprawność elektrowni cieplnych nie przekracza 46%. Najpotężniejszą elektrownią tego typu na świecie jest rosyjska Elektrownia Berezowska o zainstalowanej mocy 6400 MW. Niewiele jej ustępującą jest największa w Polsce Elektrownia Bełchatów o mocy ponad 5400 MW.
Wytwarzanie energii elektrycznej często wiąże się z jednoczesnym (skojarzonym) wytwarzaniem ciepła użytecznego (układy kogeneracyjne). Układ taki popularnie nazywany jest elektrociepłownią. Stosowanie skojarzonego wytwarzania energii elektrycznej i cieplnej pozwala na znacznie lepsze wykorzystanie paliwa (o ok. 15%) niż rozdzielone ich wytwarzanie w kotłowniach i elektrowniach kondensacyjnych.
Od pewnego czasu obserwuje się wprowadzanie trójgeneracji – jednoczesnego wytwarzania energii elektrycznej, cieplnej i „zimna”, czyli ciepła ujemnego (stosowanego w klimatyzacji), co może jeszcze bardziej podnieść efektywność wykorzystania paliwa. Ciepło ujemne wytwarzane jest w absorpcyjnych ziębiarkach, w których „siłą napędową” jest gorący czynnik opuszczający turbinę gazową bądź silnik tłokowy.

## Najstarsze elektrownie cieplne na świecie
Pierwsza na świecie elektrownia, zainstalowana przez Thomasa A. Edisona, rozpoczęła pracę w Nowym Jorku, przy Pearl Street 257, 4 września 1882 r. Posiadała ona 6 generatorów prądu stałego, z których każdy był napędzany silnikiem parowym o mocy 125 KM (~92 kW). Elektrownia dostarczała odbiorcom energii elektrycznej do celów oświetleniowych: pod koniec 1882 r. zaopatrywała ona w energię 193 budynki, w których zainstalowano ponad 4 tys. żarówek.

## Elektrownie cieplne w Polsce

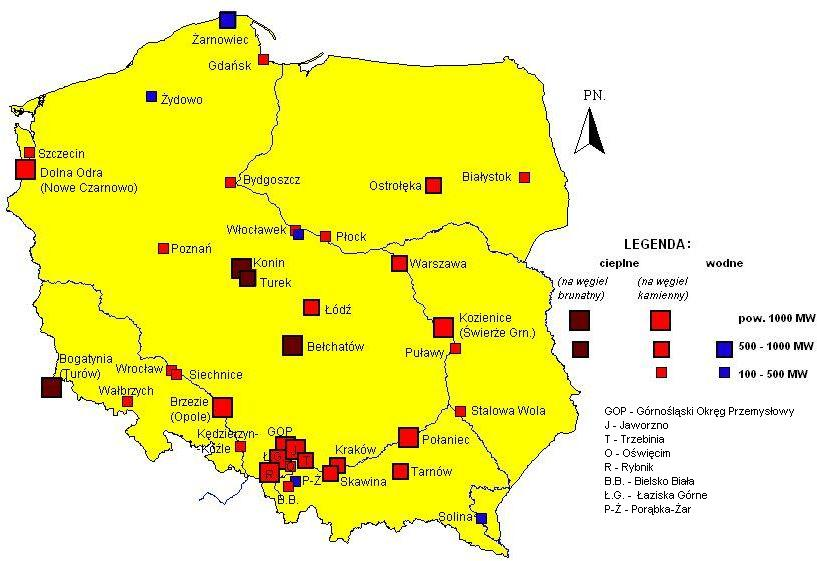
Elektrownie o mocy powyżej 100 MW w Polsce

W Polsce pierwsze siłownie cieplne (parowe) powstały w XIX w. Dostarczały one energię mechaniczną poszczególnym zakładom przemysłu maszynowego lub włókienniczego, hutom, kopalniom itp. Pierwsza elektrownia miejska w Królestwie Polskim powstała w Radomiu w 1901 roku, kolejna w 1902 roku w Warszawie. 
| Elektrownia           | Rok uruchomienia pierwszego turbozespołu |
| --------------------- | ---------------------------------------- |
| Ołowianka w Gdańsku   | 1895                                     |
| Chorzów               | 1898                                     |
| Zabrze                | 1898                                     |
| Radom                 | 1901                                     |
| Wrocław               | 1901                                     |
| Warszawa              | 1902                                     |
| Victoria w Wałbrzychu | 1904                                     |
| Poznań                | 1904                                     |
| Kraków                | 1905                                     |
| Łódź                  | 1907                                     |

Po I wojnie światowej planowano w Polsce budowę wielu elektrowni, ale planu tego nie zrealizowano. Dopiero po II wojnie światowej nastąpił gwałtowny rozwój elektroenergetyki w oparciu o własne zasoby surowców energetycznych (węgiel kamienny i później brunatny).
Obecnie w Polsce jest 55 cieplnych elektrowni zawodowych, które wytwarzają 90% energii tego kraju. Opalane są w 60% węglem kamiennym, a w 38% węglem brunatnym.
Rozmieszczenie dużych elektrowni cieplnych zależy od trzech czynników:
- dostępu do paliwa,
- możliwości łatwego poboru wody,
- bliskości rynku zbytu energii.

Elektrownie opalane węglem brunatnym zlokalizowane są tuż przy kopalniach odkrywkowych. Są to elektrownie: Bełchatów, Zespół Elektrowni Pątnów-Adamów-Konin, Turów.
Elektrownie opalane węglem kamiennym znajdują się w Górnośląskim Okręgu Przemysłowym, np. Rybnik (ROW), Jaworzno III i Łaziska.
Kilka elektrowni opalanych węglem kamiennym zlokalizowano nad dużymi rzekami. Są to: Połaniec, Kozienice, Dolna Odra, Ostrołęka.
Energia elektryczna ma wielkie znaczenie dla rozwoju gospodarki. Dostarczana jest do wszystkich dziedzin przemysłu. Podczas produkcji energii w elektrowniach cieplnych zasilanych paliwami do atmosfery wyrzucane są spaliny z kominów w tym dwutlenek węgla, tlenki siarki (SOx), tlenki azotu (NOx) oraz popioły lotne. Elektrownie cieplne opalane węglem stwarzają poważne zagrożenie dla środowiska, dlatego zmierza się do ograniczenia wytwarzania energii w ten sposób i zamiany na alternatywne źródła energii np. panele słoneczne, turbiny wiatrowe, elektrownie słoneczne, wodne, czy atomowe. Odejście od węgla w Polsce, będzie odbywało się przez stworzenie odpowiedniego miksu energetycznego. Proces ten już się rozpoczął głównie poprzez inwestycje w fotowoltaikę oraz energetykę wiatrową. W ostatnim czasie obie technologie zyskują na popularności, zainstalowana moc w panelach słonecznych wynosi już ok. 10000 MW (udział w mocy zainstalowanej ok. 17%), a w turbinach wiatrowych ok. 5835 MW (udział w mocy zainstalowanej 12,5% i 5,8% w strukturze produkcji energii elektrycznej).
Elektrownie słoneczne są także elektrowniami cieplnymi, ale tych w Polsce się nie buduje, ze względu na brak odpowiednich warunków nasłonecznienia.
Ukształtowanie terenu, niskie spadki oraz nurt o niewielkiej prędkości ograniczają możliwość budowy większej ilości elektrowni wodnych choć moc zainstalowana tych w Polsce to blisko 2400 MW (udział w mocy zainstalowanej 5,1% i 1,3% w strukturze produkcji energii elektrycznej).
Znaczny koszt oraz brak społecznej akceptacji to główne powody stojące przeciwko budowie elektrowni jądrowej, choć jej budowa jest w Polsce planowana.
Z powyższych powodów większość energii w Polsce nadal uzyskuje się ze spalania paliw kopalnych.